# Nekropola sa stećcima u Drijenči, lokalitet Grobljice
Nekropola sa stećcima u Drijenči, lokalitet Grobljice je povijesno područje, srednjovjekovna nekropola stećaka u Drijenči, na lokalitetu Grobljice. Na nekropoli je 28 stećaka na kojima su grubo uklesani znakovi križa, mača ili polumjeseca, kruga i spirale, a koja se nalazi na kosi iznad Perivoja.
Nekropola je oko 700 m južno od zaseoka Perivoj, na kosi iznad Perivoja na lokalitetu Grobljice, pokraj puta, Stećci su u obliku stubova. Odnosno su manjih dimenzija i obrada je uglavnom dobra. Većina stećaka je okrnjena i prevaljena. Usmjereni su u pravcu zapad - istok. Od 28 primjeraka, deset je ukrašeno rečenim znakovima križa, mača, polumjeseca, kruga i spirale. Starija literatura (Starinar, 1888.)spominje jedan natpis iz Drijenče koji se odnosi na nekog Ivana i pisara Mihajla, no u istraživanjima poslije nije nađen.